# لاله اولوفیلا
لاله اولوفیلا (نام علمی: Tulipa ulophylla) گونه‌ای از گیاهان گلدار خانواده سوسنیان (نام علمی: Liliaceae) است. این گیاه بومی رشته کوه‌های البرز ایران است. لاله اولوفیلا، یک گیاه با ژئوفیت پیازی است و در ارتفاعات ۶۰۰ تا ۲۵۰۰ متر (۲۰۰۰ تا ۸۲۰۰ فوت) یافت می‌شود. این گیاه یکی از گونه‌هایی است که به آن «گونه‌های لاله» می‌گویند، اما از تأمین‌کنندگان تجاری آن اطلاعاتی در دسترس نیست.